# Lac Garibaldi
Pour les articles homonymes, voir Garibaldi (homonymie).
 (mars 2024).
Si vous disposez d'ouvrages ou d'articles de référence ou si vous connaissez des sites web de qualité traitant du thème abordé ici, merci de compléter l'article en donnant les références utiles à sa vérifiabilité et en les liant à la section « Notes et références ».

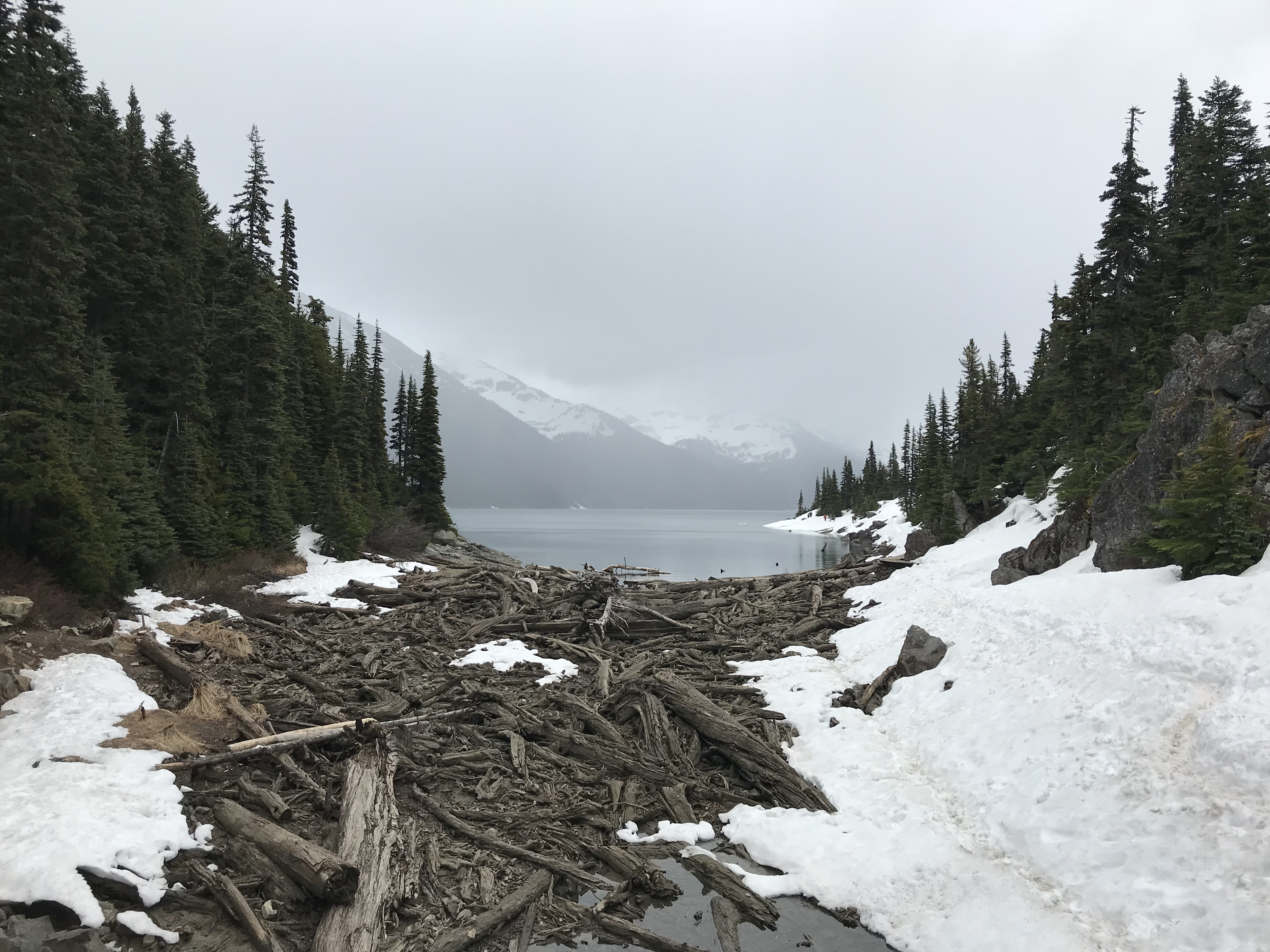
Vue sur le lac Garibaldi, à la fin du sentier du lac Garibaldi.

Le lac Garibaldi (en anglais : Garibaldi Lake) est un lac de montagne de Colombie-Britannique, dans l'ouest du Canada, situé à 37 km au nord de la ville de Squamish et à 19 km au sud de Whistler. 
Le lac se situe dans le site protégé du parc provincial Garibaldi qui abrite des montagnes, des glaciers, des sentiers, des forêts, des fleurs, des prés et des cascades.

## Géologie

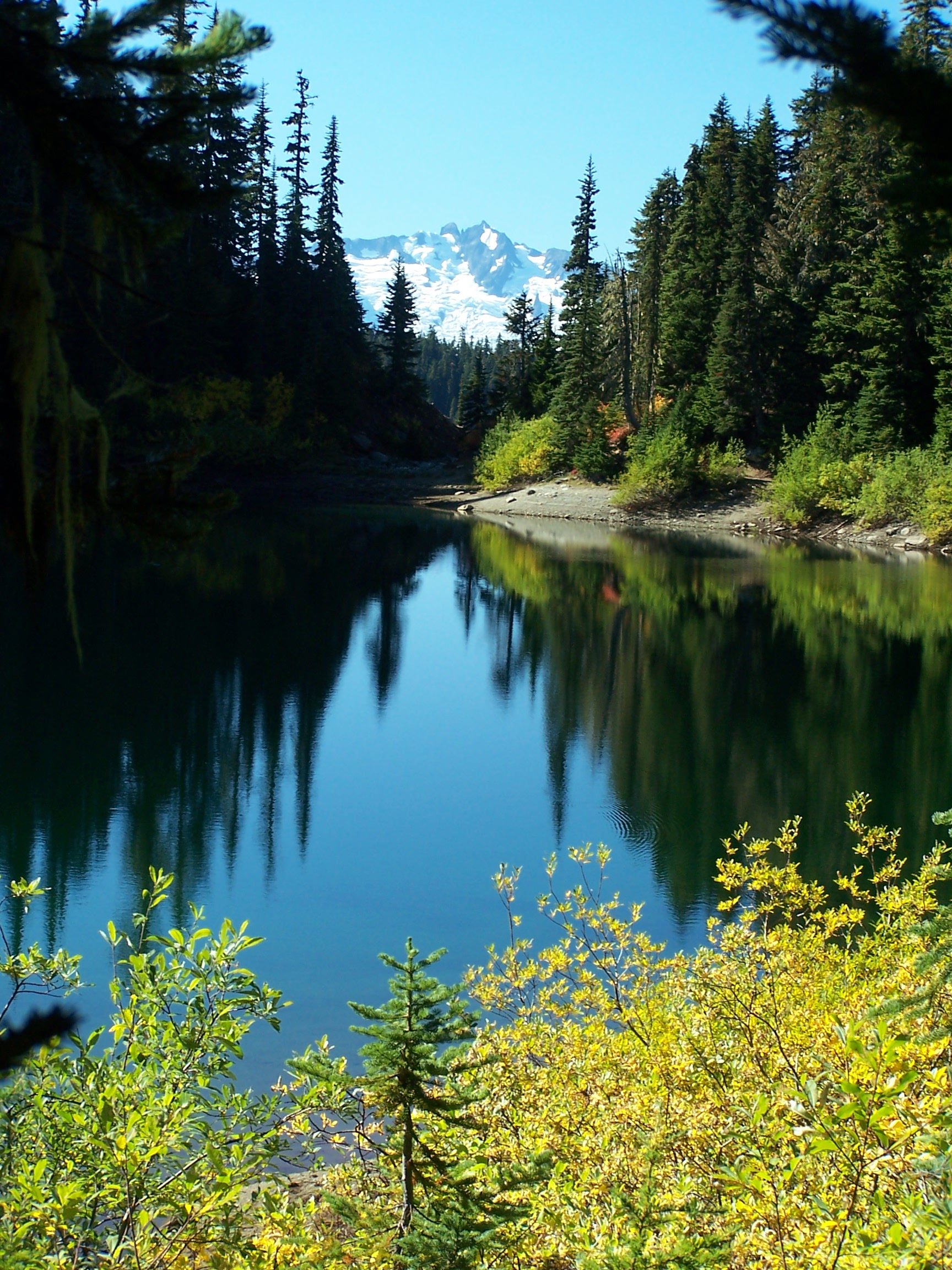
La Barrière

Le lac Garibaldi s'étend dans un profond bassin subalpin, sa surface se situe à 1 500 mètres d'altitude et sa profondeur dépasse les 250 mètres. Il est presque entièrement entouré par des montagnes à l'exception de son extrémité nord, avec des volcans le long de ses rives nord, ouest et sud et des sommets non volcaniques au nord-ouest et à l'est. Des coulées de lave provenant des volcans mont Price et pic Clinker au sud, ont créé un barrage qui a bloqué les eaux de l'ancienne vallée. Cette escarpement de lave, appelé « La Barrière » (The Barrier), a une épaisseur de plus de 300 mètres et une largeur d'environ deux kilomètres à l'endroit où il emprisonne le lac. Une série d'affleurements de lave le long de la rive nord-ouest du lac, forme les nombreuses petites îles Battleship, dont plusieurs ont été artificiellement reliées au rivage par de simples passerelles en pierre.
La couleur turquoise des eaux du lac est due au reflet de la lumière sur les fines particules de roche broyée par l'érosion glaciaire, en suspension dans l'eau de fonte glaciaire qui s'écoule de ses deux alimentations principales, le grand glacier Sphinx à l'est et le glacier Sentinel au sud des pentes du mont Garibaldi. Tout au long de la plus grande partie de l'année, les écoulements du lac vers l'extérieur ne se produisent que par infiltration à travers les fissures dans le barrage de lave, provoquant la formation d'un exutoire, le ruisseau Rubble (Rubble Creek), à partir des sources qui jaillissent au bas de « La Barrière ». Durant la fonte des neiges au printemps, les apports en eau sont suffisants pour que les eaux de surface s'écoulent dans un canal peu profond à travers l'escarpement de lave, vers les lacs Lesser Garibaldi et La Barrière environ 1 600 mètres à l'ouest du rivage principal du lac.

### Dangers géologiques
Le caractère instable du barrage de lave a été à l'origine de plusieurs avalanches de pierres dans le passé dans la zone située en dessous du lac. Plus récemment un glissement de roches s'est produit en 1855 ou 1856 ce qui a donné son nom au ruisseau Rubble (en français : « débris »). Les préoccupations sur l'instabilité du barrage du fait de l'activité volcanique ou tectonique, ou encore face aux fortes pluies, ont incité le gouvernement de la province à déclarer inhabitable en 1981 la zone située immédiatement en dessous. Cela a entraîné l'évacuation du village voisin Garibaldi et la réinstallation des résidents vers de nouveaux lieux en dehors de la zone à risques. Si La Barrière devait s'écrouler complètement, les eaux du lac Garibaldi seraient entièrement libérées, causant alors des dommages considérables en aval à la rivière Cheakamus et au fleuve Squamish. Cette catastrophe naturelle pourrait créer des dégâts majeurs à la ville de Squamish et pourrait potentiellement produire un raz-de-marée dans les eaux de la baie Howe qui pourrait même atteindre l'île de Vancouver.

## Activités
Toutes les activités de la zone sont régulées par la législation du parc provincial Garibaldi. Un sentier de randonnée de 9 km de long donne un accès au lac. Au nord-ouest du lac mais aussi près du rivage occidental du lac sont localisés plusieurs campements. Durant l'été, l'accès est limité pour toute une partie du côté oriental du lac. Aucun sentier ne s'y trouve par suite de la présence de falaises rocheuses qui plongent dans le lac à cet endroit. En hiver, le lac est gelé de fin décembre à fin avril ce qui permet aux skieurs et aux randonneurs munis de raquettes à neige de se balader dans cette zone. Quelques chalets sont situés près de Sphinx Bay sur le rivage oriental du lac ainsi qu'à Sentinel Bay au sud-est du lac.

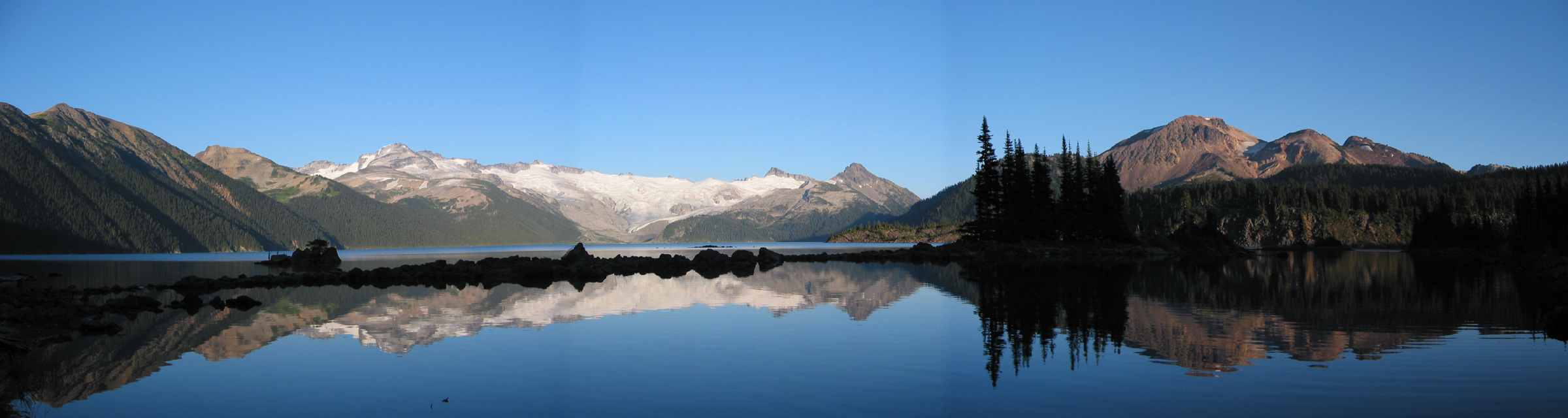
Panorama du lac Garibaldi avec le glacier Sphinx et les volcans mont Price et pic Clinker à droite.